# ماء النار

تحضير الخيميائيين لماء النار، De re metallica, 1556, [http://www.chemheritage.org Chemical Heritage Foundation

فصل الذهب والفضة باستخدام ماء النار، De re metallica, 1556, [http://www.chemheritage.org Chemical Heritage Foundation

في الخيمياء، ماء النار (باللاتينية: aqua fortis) بمعنى الماء القوي أو الشديد) هو مصطلح كان يستخدم للإشارة إلى حمض النتريك HNO3. كان العالم جابر بن حيان هو أول من وصف تلك المادة، والتي أبدت قدرة على إذابة المعادن المختلفة بما فيها الفضة، ما عدا الذهب، والذي يذاب باستخدام الماء الملكي.

## التحضير
كان ماء النار يحضر من مزج الشب أو زيت الزاج، أو الاثنين معاً وذلك مع ملح النتر، ثم بالتقطير، ثم بجمع البخار وتكثيفه، بحيث نحصل على ماء النار (حمض النتريك).

## الاستخدامات
كان ماء النار مفيداً للعاملين في مجال التعدين من أجل فصل الذهب عن الفضة والنحاس، ومن أجل العاملين في صناعة الفسيفساء من أجل تلطيخ وتلوين الأخشاب، ومن أجل الفنانين لتلوين وصبغ العاج، والذي كان يتم من خلال تلوين المواد بالنحاس أو الزنجار، ثم بالنقع في ماء النار. كان ماء النار يوضع من قبل مجلّدي الكتب على الجلد الطبيعي وذلك من أجل صنع أغلفة كتب ذات لون عاجي، كما كان يستخدم من أجل تنميش صفائح النحاس العادي أو النحاس الأصفر.

## اقرأ أيضاً
- ماء ملكي